# اسنهایم
اسنهایم (به آلمانی: Essenheim) یک شهر در آلمان است که در ماینتس-بینگن واقع شده‌است. اسنهایم  ۳٬۱۹۴ نفر جمعیت دارد.